# Egon Kraus
Egon Kraus (* 15. Mai 1912 in Köln; † 19. April 2001 in Burgwedel) war ein deutscher Musikpädagoge.

## Werdegang
Kraus promovierte in Innsbruck. Von 1950 an war er Dozent an der Staatlichen Hochschule für Musik in Köln und wurde Leiter der Abteilung für Schulmusik an der Hochschule für Musik Trossingen. Ab 1957 war er Professor an der Pädagogischen Hochschule Oldenburg.
Er war Generalsekretär der Internationalen Gesellschaft für Musikerziehung (ISME) und ständiger Vertreter der Bundesrepublik beim Internationalen Musikrat der UNESCO.

## Ehrungen
- 1978: Verdienstkreuz 1. Klasse der Bundesrepublik Deutschland[1]
- 1983: Großes Verdienstkreuz der Bundesrepublik Deutschland